# یواس‌اس ال‌اس‌تی-۲۹

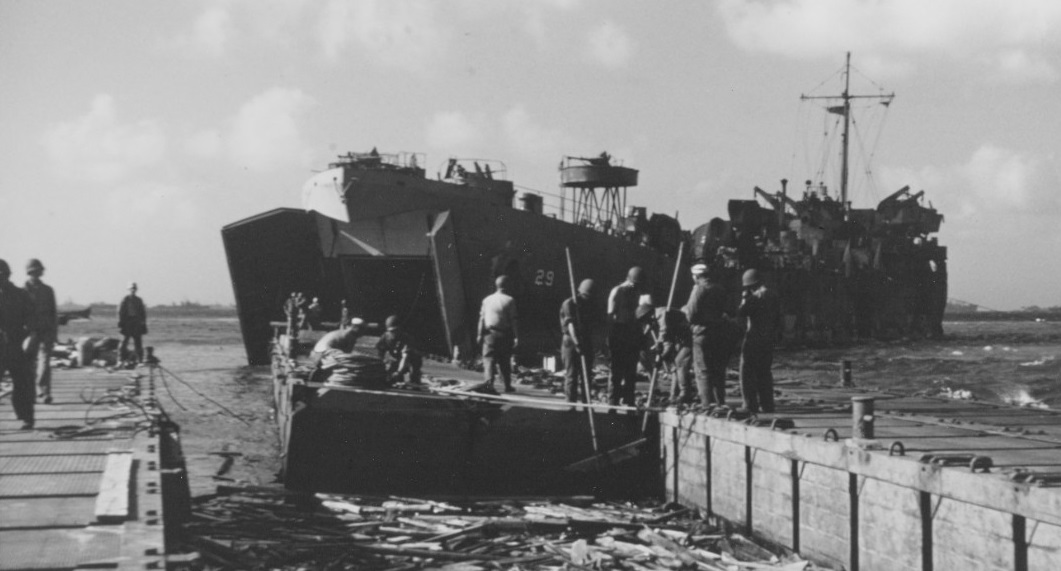
یواس‌اس ال‌اس‌تی-۲۹

یواس‌اس ال‌اس‌تی-۲۹ (به انگلیسی: USS LST-29) یک کشتی بود که طول آن ۳۲۸ فوت (۱۰۰ متر) بود. این کشتی در سال ۱۹۴۳ ساخته شد.